# (15836) 1995 DA2
(15836) 1995 DA2 – planetoida z grupy obiektów transneptunowych z pasa Kuipera.

## Odkrycie
Planetoida została odkryta 24 lutego 1995 roku przez Davida C. Jewitta i Jane Luu w obserwatorium na Mauna Kea na Hawajach.
Nazwa planetoidy jest prowizoryczna.

## Orbita
(15836) 1995 DA2 nachylona jest do płaszczyzny ekliptyki pod kątem 6,6°. Na jeden obieg wokół Słońca ciało to potrzebuje 219,8 roku, krążąc w średniej odległości 36,4 j.a. od Słońca. Jest to obiekt pozostający w rezonansie orbitalnym 3:4 z Neptunem.

## Właściwości fizyczne
(15836) 1995 DA2 ma średnicę szacowaną na ok. 106 km. Jego jasność absolutna to 8,1m, albedo zaś wynosi 0,09.